# 国鉄セムフ1形貨車
国鉄セムフ1形貨車（こくてつセムフ1がたかしゃ）は、かつて日本国有鉄道（国鉄）およびその前身である鉄道省等に在籍した14 t 積の石炭緩急車である。

## 概要
1928年（昭和3年）5月の車両称号規程改正によりテタフ11700形 100両（セムフ1 - セムフ100）、テタフ14000形 458両（セムフ101 - セムフ558）の 2形式合計 558両がセムフ1形1形式にまとめられた上で形式名変更された。
1933年（昭和8年）度より1935年（昭和10年）度にかけて全車に空気ブレーキの取り付けを行った。
車体塗色は黒一色であり、寸法関係は一例として全長は6,135 mm、全幅は2,565 mm、全高は2,881 mm、自重は7.3 t - 8.0 t、換算両数は積車2.2、空車0.8であった。
本形式より後に開発されたセムフ1000形は、車掌室が本形式同様狭く移住性が良くなかったため早期にセフ1形へ改造され1956年（昭和31年）に淘汰された。しかし本形式車掌室は、セムフ1000形よりわずかに小さかったにもかかわらず改造される事なく1963年（昭和38年）度に最後まで在籍した車両が廃車になり同時に形式消滅となった。